# 庫盧河
庫盧河是俄羅斯的河流，屬於科雷馬河的右支流，由哈巴羅夫斯克邊疆區和馬加丹州負責管轄，河道全長300公里，每年十月至翌年五月結冰。